# Łasica kolumbijska
Łasica kolumbijska (Neogale felipei) – bardzo rzadki gatunek małego drapieżnego ssaka z rodziny łasicowatych (Mustelidae) znany tylko z departamentów Huila i Cauca w Kolumbii i pobliskiej północnej części Ekwadoru (gdzie zaobserwowano tylko jednego osobnika).
Umaszczenie wierzchu ciała i ogona czarno-brązowe, spód ciała pomarańczowo-żółto-brązowy. Futro dość długie. Długość ciała około 22 cm, ogon około 11 cm.
Łasica kolumbijska wydaje się zamieszkiwać tylko tereny brzegów rzek na wysokościach 1700–2700 m n.p.m. Biorąc pod uwagę intensywne wylesianie jego małego terenu występowania i fakt, że zaobserwowano łącznie mniej niż 10 osobników łasica kolumbijska może być najrzadziej spotykanym drapieżnikiem w Ameryce Południowej. Z tego powodu gatunek został oznaczony jako zagrożony w Czerwonej Księdze IUCN.
Bardzo niewiele wiadomo o zachowaniach i zwyczajach łasicy kolumbijskiej, ale niektóre jego cechy, na przykład błony pławne sugerują ziemnowodny tryb życia.